# نووی بیشائول
نووی بیشائول (به لاتین: Novy Bishaul) یک منطقهٔ مسکونی در روسیه است که در باشقیرستان واقع شده‌است.